# North American NA-40
North American NA-40 − prototypowy samolot bombowy zaprojektowany i zbudowany w zakładach North American Aviation w 1939.  Samolot powstał w odpowiedzi na zapotrzebowanie United States Army Air Corps (USAAC) na lekki bombowiec/samolot szturmowy. Zbudowano tylko jeden egzemplarz tego samolotu, który został zniszczony w wypadku na początku kwietnia 1939. W późniejszym czasie, między innymi dzięki doświadczeniu zdobytemu przy projektowaniu tego samolotu powstał udany średni bombowiec North American B-25 Mitchell (NA-62).

## Historia
W 1936-37 w zakładach North American Aviation zaprojektowano średni bombowiec North American XB-21 (NA-21), który, pomimo że został oceniony jako udany, ostatecznie przegrał rywalizację z Douglasem B-18 Bolo i powstał tylko jeden prototyp tego samolotu. Doświadczenie zdobyte przy projektowaniu tego samolotu zostało już rok później, kiedy North American rozpoczął projektowanie nowego samolotu w odpowiedzi na konkurs USAAC na nowy lekki bombowiec (w niektórych źródłach określany jako średni bombowiec). Według specyfikacji USAAC (Circular Proposal 38-385/Specification Number 98-102) miał być to dwusilnikowy samolot o zasięgu przynajmniej 1200 mil (promieniu działania 600 mil), prędkości przelotowej wynoszącej przynajmniej 200 mil na godzinę i udźwigu bomb wynoszącym przynajmniej 1200 funtów (odpowiednio - 1931 km, 321 km/h i 544kg). Głównymi projektantami nowego samolotu zostali John Leland Atwood (w późniejszym czasie zaprojektował także między innymi myśliwce P-51 Mustang, F-100 i samolot rakietowy X-15) oraz J.S. Smithson.
Do konkursu zaprojektowano cztery samoloty - Douglas Model 7B (późniejszy Douglas A-20 Havoc), Stearman Model X-100 (oznaczenie USAAF Stearman XA-21), Martin 167 (późniejszy Martin Maryland) i North American NA-40.
Pierwsza wersja samolotu napędzana silnikami gwiazdowymi typu Pratt & Whitney R-1830 o mocy 1100 KM każdy została oblatana w styczniu 1939 (10 lutego według innego źródła) za jego sterami zasiadał Paul Balfour. Loty wykazały niedobór mocy silników, maksymalna prędkość wynosiła tylko 268 mil na godzinę (431 km/h), samolot cierpiał także na znaczne wibracje ogona przy dużych prędkościach. W tym momencie do daty zakończenie konkursu USAAC pozostało już tylko dwa miesiące, co nie dawało dużo czasu na poważnie zmiany konstrukcyjne, w North American zmieniono tylko silniki samolotu na Wright R-2600 o mocy 1500 KM każdy. Już w tej wersji, NA-40B (lub NA-40-2), samolot został dostarczony do bazy USAAC Wright Field w marcu 1939, gdzie został oblatany przez pilotów Armii. Z nowymi silnikami prędkość samolotu przekroczyła 300 mil na godzinę, w czasie prób osiągnął on prędkość maksymalną 309 mil na godzinę (497 km/h) i był ogólnie chwalony za dobre własności pilotażowe. W tej fazie testów samolot nie otrzymał jeszcze wojskowego numeru seryjnego ani oficjalnego oznaczenia USAAF.
W tym czasie w North American kontynuowano prace projektowe nad samolotem i zaprojektowano wówczas kilka innych wersji, w tym wersje eksportowe
W połowie kwietnia już po jego oblataniu samolot został przekazany do programu testowego dla bombowców szturmowych (attack bomber). W trakcie trwania tego programu samolot został całkowicie rozbity w czasie próby lądowania na jednym silniku, katastrofa została określona jako błąd pilota, niemniej w tym momencie North American nie było w stanie dostarczyć drugiego prototypu przed końcem konkursu.
Tuż przed katastrofą samolotu Armia ogłosiła nowy konkurs (Circular Proposal 39-640) i po katastrofie jedynego prototypu NA-40B Armia zasugerowała zakładom North American, aby ta firma stanęła do konkursu na ten samolot bazując właśnie na NA-40B.  Zakłady North American przyjęły sugestię i w ciągu zaledwie kilku miesięcy zespół konstrukcyjny pod niezmienionym kierownictwem Atwooda i Smitha zaprojektował ulepszoną i powiększoną konstrukcję, która otrzymała oznaczenie fabryczne NA-62 i ostatecznie została poznana jako North American B-25 Mitchell.

## Konstrukcja
North American NA-40 był dwusilnikowym górnopłatem o konstrukcji całkowicie metalowej z podwójnym usterzeniem pionowym i z trójkołowym, chowanym w locie podwoziem z kołem przednim. Silniki napędzały metalowe, trzypłatowe śmigła Curtiss Electric o stałej prędkości obrotu. Samolot miał wąski kadłub z płaskimi ścianami bocznymi. Stosunkowo cienkie skrzydło miało zaawansowaną aerodynamicznie konstrukcję i używało kilku różnych profili wzdłuż jego długości.
Załogę stanowiło do pięciu osób; dwóch pilotów siedzących w układzie tandem (jeden za drugim) długiej kabinie typu greenhouse (dosłownie - szklarnia, weranda), nawigator/bombardier w przeszklonej kabinie w nosie samolotu, radiooperator/strzelec pokładowy w centralnej części kadłuba i dodatkowy strzelec pokładowy.
Uzbrojenie strzeleckie samolotu składało się z siedmiu karabinów maszynowych kalibru 7,62 mm; czterech nieruchomych karabinów w skrzydłach (niezamontowanych w prototypie) i trzech pojedynczych ruchomych karabinów maszynowych, po jednym w nosie samolotu, wciąganej wieżyczce pod kadłubem i strzelającym na boki samolotu ze środkowej części kadłuba (mógł być przenoszony z jednej strony na drugą). Każdy z karabinów miał zapas amunicji wynoszący 500 sztuk.
Zapas paliwa wynosił 476 galonów (1800 l).